# والدمار سوم
والدمار سوم دانمارک (انگلیسی: Valdemar III of Denmark؛ ۱۳۱۴ – ۱۳۶۴) یک پادشاه دانمارک بود.